# TNT Express
TNT Express war ein ursprünglich australischer KEP-Dienstleister und zuletzt Tochter von FedEx. Das Unternehmen mit Sitz in Hoofddorp in den Niederlanden beschäftigte weltweit rund 56.000 Mitarbeiter. Es war in 61 Ländern mit eigenen Organisationen vertreten und transportierte Dokumente, Pakete und Fracht in mehr als 200 Länder. Der Gesamtumsatz betrug 2015 circa 6,9 Milliarden Euro. Bis Ende Mai 2011 war TNT Express eine von zwei Divisionen des Post- und Expressdienstleisters TNT N.V., welcher bis zum 4. Juli 2016 an der Amsterdamer Börse notiert und im AEX-Index enthalten war.

## Geschichte
Im Jahre 1946 gründete Ken Thomas mit 33 Jahren und einem Truck die K.W. Transport, die zunächst Fahrten zwischen Melbourne und Sydney anbot. In den 1950er Jahren boomte das australische Transportgewerbe, so dass er K.W. Transport im Jahre 1958 in Thomas Nationwide Transport (TNT) umbenannte. Zum australischen Transportgewerbe zählte auch das australische Unternehmen Alltrans, das 1950 von Peter Abeles und George Rockey gegründet wurde. Die beiden Unternehmen fusionierten 1967 miteinander und boten ihre Dienstleistungen nun unter dem Namen TNT an.
Ende 1996 übernahm PTT Nederland die australische TNT. Anfang 1998 wurden die PTT Postdienste mit den TNT-Express- und Logistikdiensten unter dem Dach der TNT Post Group (TPG) gebündelt. Der Postdienst selbst firmierte ab 2002 als PTT Post und ab 16. Oktober 2006 als TNT Post BV. Der Konzernname wurde 2005 in TNT N.V. geändert.
TNT Logistics wurde am 23. August 2006 an den US-amerikanischen Finanzinvestor Apollo Management L.P. verkauft und später in Ceva Logistics umbenannt.

### Aufspaltung von Post- und Expressgeschäft
Im Dezember 2010 gab der damalige TNT-Vorstandsvorsitzende Peter Bakker bekannt, dass man die Trennung des Post- und Expressgeschäfts in zwei börsennotierte Unternehmen vorbereite. Bakker begründete diesen Schritt mit fehlenden Synergien und verschiedenen Marktanforderungen zwischen beiden Bereichen. Während sich das stark rückläufige Briefgeschäft auf den bereits erschlossenen Märkten festigen müsse, erlebe die Express-Sparte ein großes Wachstum, das es auszubauen gelte. Die Aktionärsversammlung stimmte diesem Vorhaben Ende Mai 2011 zu. Am 26. Mai 2011 wurde TNT an der Euronext NYSE gelistet und war damit ein eigenständiges Unternehmen.
Die ehemalige Briefsparte von TNT firmierte seit der Trennung im Jahr 2011 in den Niederlanden als PostNL und in Deutschland zunächst bis März 2014 als TNT Post Deutschland, bevor diese umgewandelt wurde in Postcon. Die Marke „TNT“ blieb der Express-Sparte vorbehalten.

### Gescheiterte Übernahme durch UPS
Im Februar 2012 vermeldete TNT, dass UPS das Angebot abgegeben hätte, den niederländischen Expressdienstleister für 9 Euro pro Aktie – insgesamt 4,9 Milliarden Euro – zu übernehmen. TNT lehnte dies zunächst ab. Am 19. März folgte die Meldung, beide Unternehmen hätten sich geeinigt. TNT sollte für jetzt 9,50 Euro pro Aktie – insgesamt 5,2 Milliarden Euro – an UPS verkauft werden. In Europa wäre UPS nach der Übernahme zum Wettbewerber auf Augenhöhe mit DHL geworden.
Die geplante Fusion wurde von der Europäischen Kommission eingehend geprüft. Im Oktober 2012 teilte sie den Unternehmen einige Beschwerdepunkte mit, denen wettbewerbsrechtliche Bedenken zugrunde lagen. TNT und UPS schlugen daraufhin vor, sich von Unternehmensteilen wie den konzerneigenen Fluglinien TNT Airways und PanAir durch Verkauf an die ASL Aviation Holdings zu trennen. Im Januar 2013 legte die Europäische Kommission ihr endgültiges Veto nach der EU-Fusionskontrollverordnung aufgrund der Zahl von großen Express- und Paket-Dienstleistern nach der Übernahme in 15 der damals 27 EU-Mitgliedstaaten bei nur drei oder zwei Anbietern ein. Somit hätte nach Aussage der EU-Kommission zu wenig Wettbewerb bestanden.
Im April gleichen Jahres klagte UPS gegen diese Entscheidung. Das Ziel, TNT zu übernehmen, hatte es nach eigener Aussage allerdings aufgegeben. Wie zuvor vertraglich vereinbart, zahlte UPS wegen des Scheiterns der Übernahme eine Entschädigung von 200 Millionen Euro an TNT. Die finanzielle Entschädigung wurde im TNT-Quartalsbericht 1/2013 berücksichtigt.

### Übernahme durch FedEx
Am 7. April 2015 kündigte FedEx an, TNT Express für 4,4 Milliarden Euro übernehmen zu wollen. Dies entsprach einem Preis von 8,00 Euro je Aktie. TNT Express, FedEx und der mit einem Anteil von 15 Prozent größte Einzelaktionär PostNL einigten sich auf die Übernahme. Am 25. Mai 2016 übernahm FedEx TNT Express nach den Prüfungen der Wettbewerbsbehörden und Ankauf von 88,4 % der Aktien schließlich in die eigene Unternehmensgruppe. FedEx wollte TNT langfristig auf sich verschmelzen. Im Zuge dessen gab das Unternehmen bekannt, bis zu 6300 Stellen europaweit in der Express-Sparte  abzubauen.
Am 1. Dezember 2021 gab FedEx bekannt, die Transformation erfolgreich allerdings mit Verspätung abgeschlossen zu haben, TNT Express ist damit nur noch eine Marke.

## Unternehmensstruktur

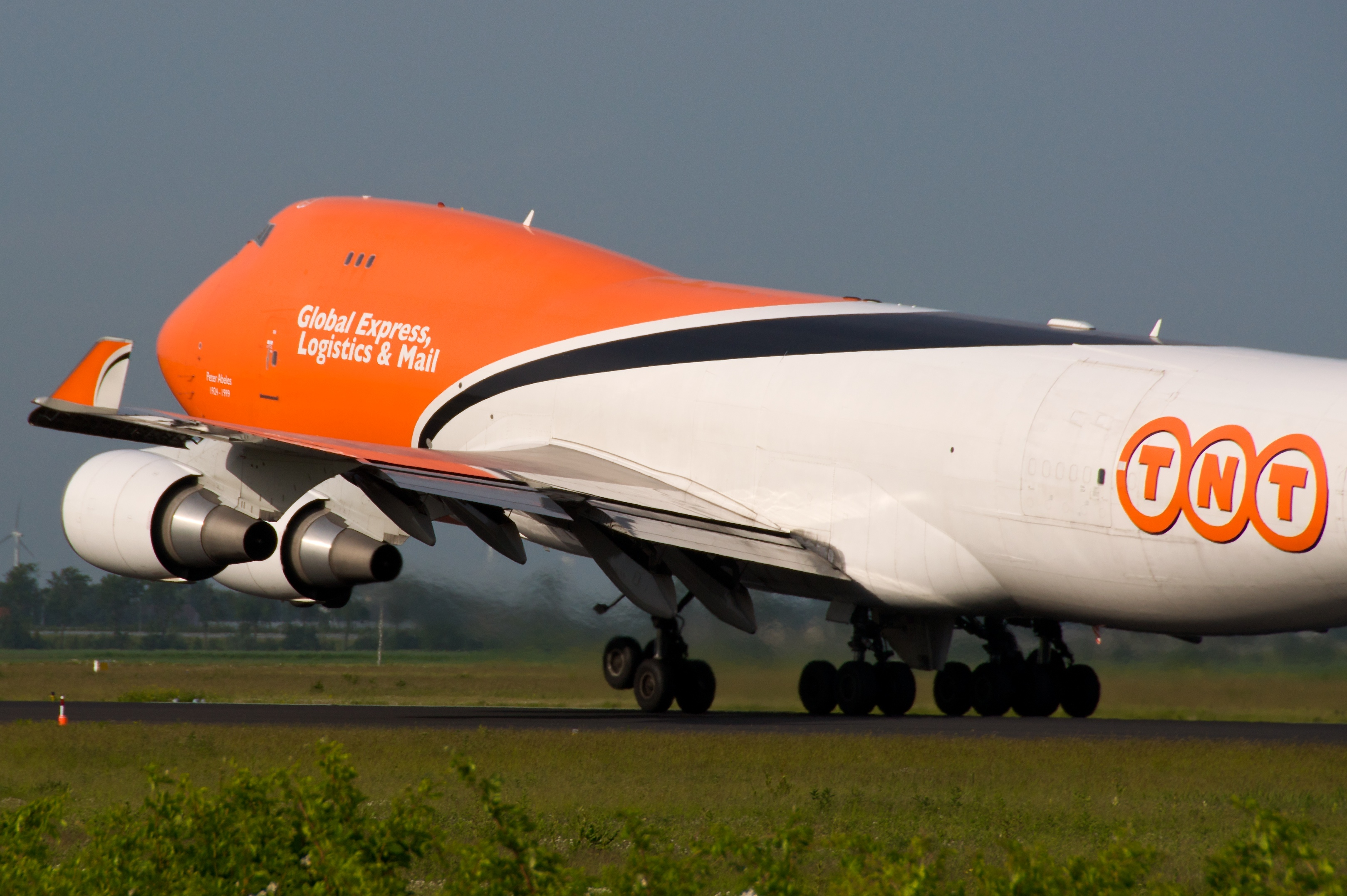
Für die Logistik nutzte TNT auch Frachtflugzeuge.

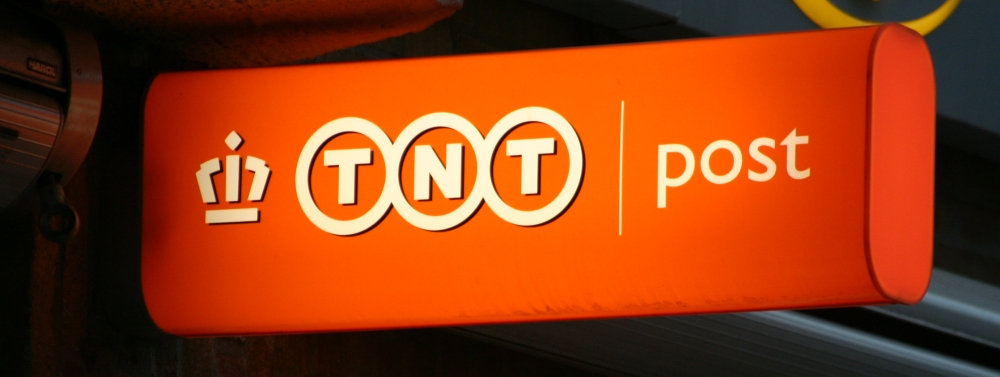
Ehemaliges Logo der TNT Post

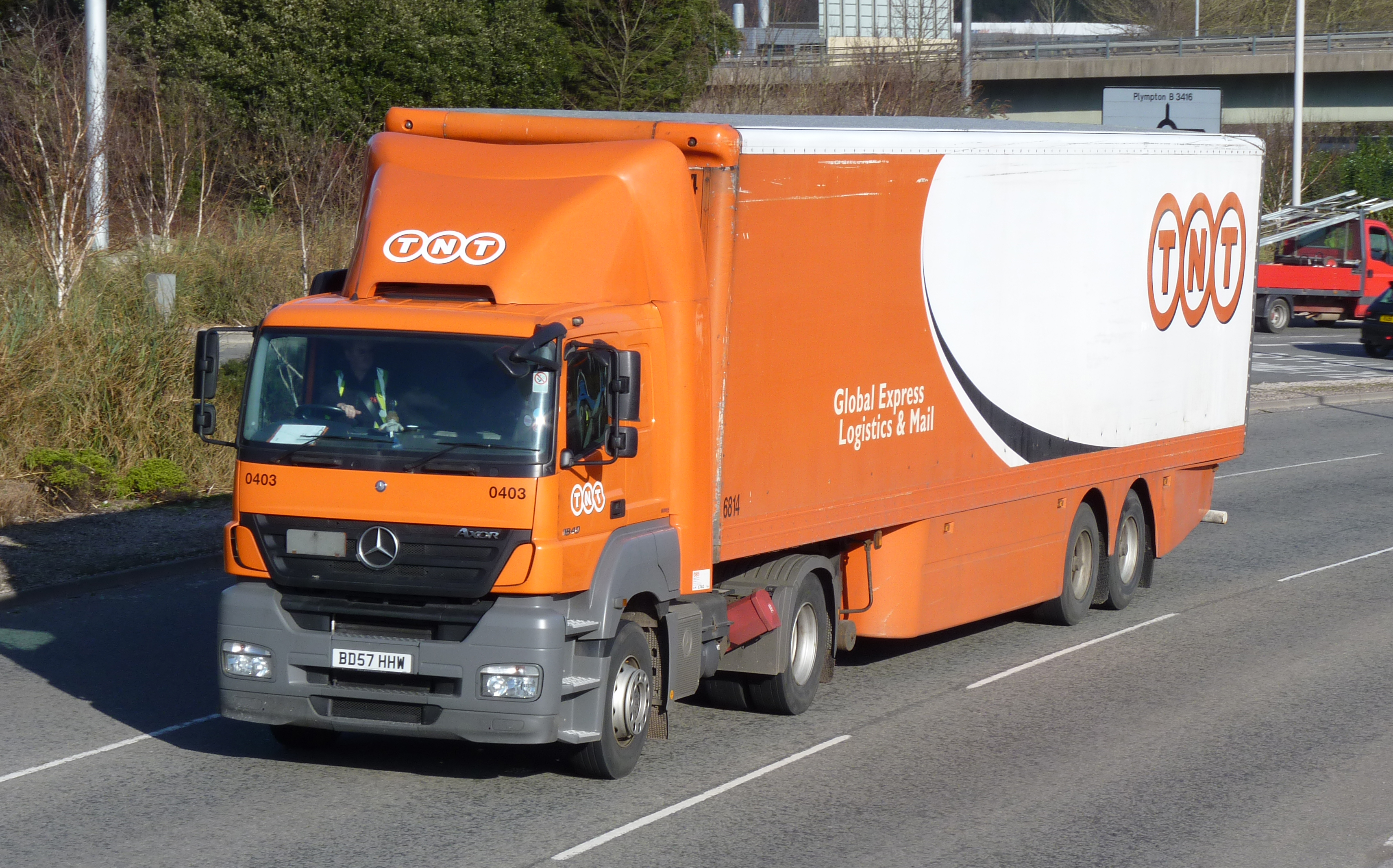
Zur Logistikstruktur von TNT gehörten auch Fuhrparks mit dem Firmenlogo von TNT

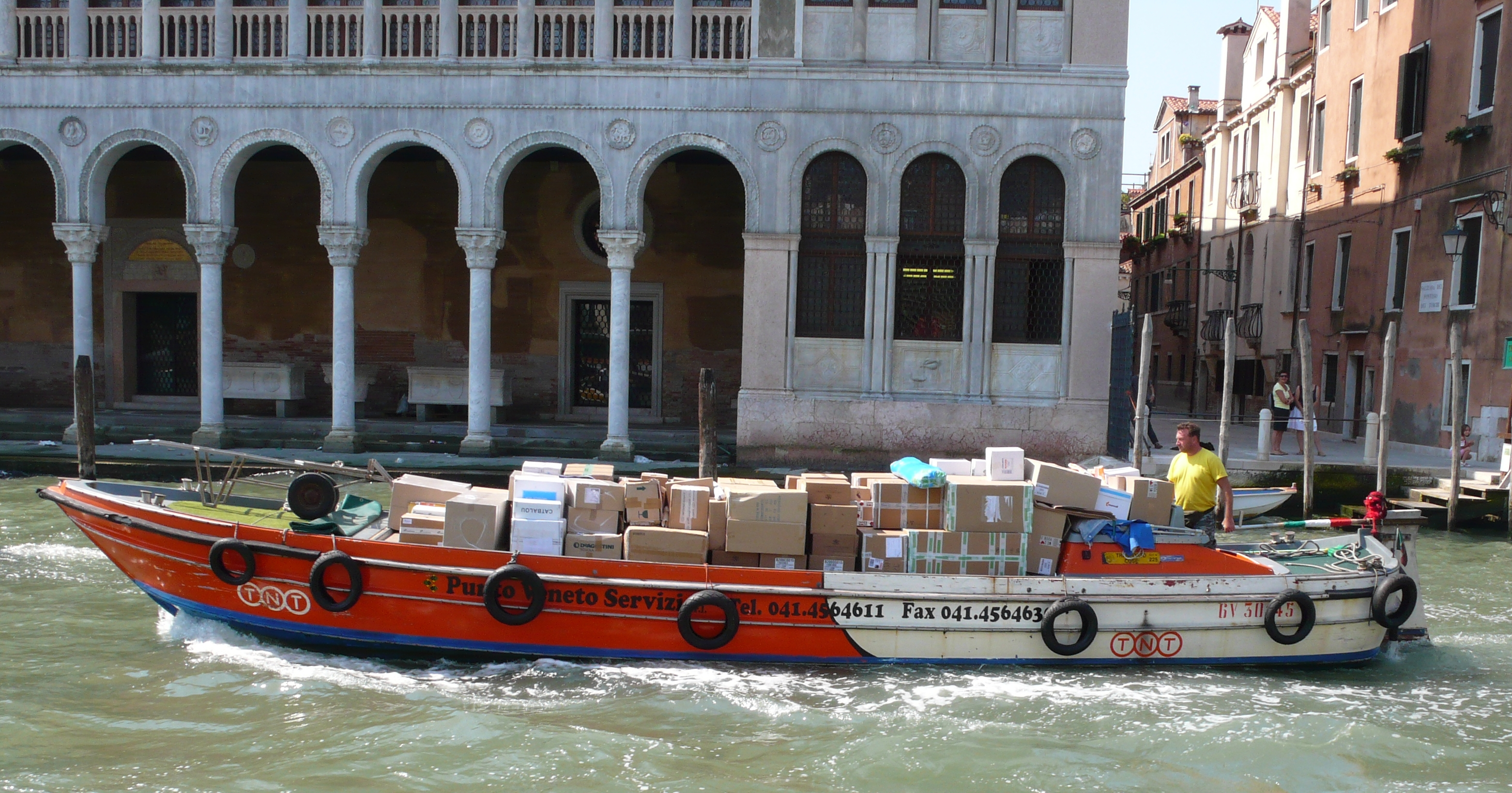
TNT in Venedig

TNT bot zeitsensible und zeitdefinierte Expressdienstleistungen ohne Maß- und Gewichtsbeschränkungen im B2B-Segment für den nationalen und internationalen Versand an. Weltweit war das Unternehmen mit 3.000 Niederlassungen und Sortierzentren vertreten. TNT transportierte Sendungen via Straße und auf dem Luftweg. Dabei wurde für Frachtflüge die früher konzerneigene Fluggesellschaft ASL Airlines Belgium, ehemals unter den Namen TNT Airways, genutzt. Im Jahr 2013 beförderte das Unternehmen täglich rund eine Million Sendungen. Für Privatkunden war ein Versand mit TNT Express nicht möglich, allerdings erfolgte die Zustellung an Privatkunden.

## TNT in Deutschland
In Deutschland war TNT mit etwa 3.650 Mitarbeitern an rund 40 Standorten aktiv. Dies waren neben den 31 Standorten die Zentrale in Troisdorf, die zentrale Verzollungsstation in Köln, das Customer Contact Center in Bonn, sechs Air Gateways (Nürnberg, Frankfurt, Erfurt, Berlin, Hannover und München) sowie vier Sortierzentren für Straßenfracht (Hannover, Nürnberg, Wiesbaden und Korntal-Münchingen). Täglich waren rund 1.800 Fahrzeuge im Einsatz.
In Deutschland war zudem bis zum Jahr 2016 die TNT Innight GmbH & Co. KG aktiv, ein Spezialist für Nachtexpress-Dienstleistungen. Sie war kein Bestandteil der TNT Express GmbH, sondern gehört direkt zur TNT Express N.V. Amsterdam und ist seit 2007 eine selbständige Geschäftseinheit. Am 6. Mai 2016 verkündete TNT Express, dass die Tochter TNT Innight an den Investmentfonds SSVP III verkauft wird. Die Transaktion wurde im dritten Quartal des Jahres abgeschlossen. Seit 2016 tritt das Unternehmen unter der Marke nox NachtExpress auf und wurde 2022 von der französischen Groupe Sterne übernommen.

## TNT in der Schweiz
Im Jahr 2000 wurde die TNT Swiss Post GmbH mit Sitz in Buchs als Joint Venture mit der Post CH AG gegründet. Im Jahr 2020 wurde der Sitz nach Oftringen verlegt. Im Zuge der Übernahme durch FedEx wurde das Unternehmen im Jahr 2022 in FedEx Express Swiss Post GmbH umbenannt. FedEx hält über TNT 62 Prozent am Unternehmen, die Post CH AG 38 Prozent.

## Netzwerke
Die Drehscheibe für den internationalen Luftverkehr – das sogenannte European Air Hub – befand sich am Flughafen Lüttich-Bierset in Belgien. Das europäische Verteilzentrum für den Straßenverkehr – das European Road Hub – lag in Duiven bei Arnheim in den Niederlanden.
Analog zum European Road Network (ERN) unterhielt TNT Straßennetzwerke in vielen Weltregionen. Das South America Road Network (SARN) etwa umfasste mehr als 3.000 Kilometer Linienverbindungen und verband 30 Städte in drei südamerikanischen Ländern Chile, Brasilien und Kolumbien miteinander. Das asiatische Straßennetzwerk (Asia Road Network, ARN) verband mehr als 120 Städte in Singapur, Malaysia, Thailand, Indochina (Laos, Kambodscha, Vietnam) und China und erstreckte sich über mehr als 4.000 Kilometer.
Die internationalen und intraregionalen Netzwerke wiederum waren über Sortier- und Verteilzentren mit den jeweiligen nationalen Zustellnetzwerken und dem globalen Luftnetzwerk verknüpft.

### Ablauf Abholung & Zustellung
Sendungen wurden in Deutschland größtenteils von Fahrern bei den Kunden abgeholt. Kunden hatten die Möglichkeit, die Sendung entweder telefonisch bei TNT anzumelden oder über verschiedene Online-Anwendungen. Die Abholung erfolgte innerhalb von 90 Minuten nach Auftragserteilung an sechs Tagen in der Woche.
Die Zustellung erfolgte ebenfalls an sechs Tagen in der Woche zwischen 6.30 am Morgen und ca. 18 Uhr abends.

### Produkte & Services
TNT bot 3 verschiedene Produktsparten an:
- Nationaler Expressversand
- Internationaler Express- und Economy Expressversand
- Special Services

Im nationalen Expressversand war die Zustellung in Wirtschaftszentren bereits bis 8 Uhr möglich, flächendeckend bis 9, 10 oder 12 Uhr.
Im internationalen Expressversand erfolgte die Zustellung in den meisten Ländern am nächsten Werktag. In einigen Ländern war die Zustellung auch bis 9, 10 oder 12 Uhr möglich. International gab es auch das Produkt Economy Express, diese Versandart war gegenüber dem internationalen Expressversand kostengünstiger und somit wirtschaftlicher – allerdings die Laufzeit erheblich höher.
Für die verschiedenen Industriezweige gab es spezielle Produkte wie z. B. Healthcare, Automotive, Industrial, High Tech und Lifestyle.